# Campeonato Argentino M20 2005
El Campeonato Argentino de Menores de 20 años de 2005 fue un torneo para los seleccionados M20 de las uniones regionales afiliadas a la Unión Argentina de Rugby. El torneo se llevó a cabo entre el 26 y el 30 de octubre de 2005 en las instalaciones del Club La Tablada en Córdoba, disputándose junto al Campeonato Argentino M18 de 2005.
La Unión de Rugby de Cuyo venció 23-20 en la final al seleccionado de la Unión de Rugby de Buenos Aires, consiguiendo el primer Campeonato Argentino Juvenil para los mendocinos. Las zonas Ascenso A, Ascenso B y Desarrollo fueron ganadas por los seleccionados de la Unión Sanjuanina de Rugby, Unión Entrerriana de Rugby e Invitación XV, respectivamente.

## Equipos participantes
Participaron de esta edición veinticuatro equipos: veintitrés seleccionados locales y un seleccionado sudamericano invitado.
| División                  | Equipo              | Unión                                                |
| ------------------------- | ------------------- | ---------------------------------------------------- |
| Zona Campeonato 8 equipos | Buenos Aires        | Unión de Rugby de Buenos Aires                       |
| Zona Campeonato 8 equipos | Córdoba             | Unión Cordobesa de Rugby                             |
| Zona Campeonato 8 equipos | Cuyo                | Unión de Rugby de Cuyo                               |
| Zona Campeonato 8 equipos | Mar del Plata       | Unión de Rugby de Mar del Plata                      |
| Zona Campeonato 8 equipos | Rosario             | Unión de Rugby de Rosario                            |
| Zona Campeonato 8 equipos | Salta               | Unión de Rugby de Salta                              |
| Zona Campeonato 8 equipos | Santa Fe            | Unión Santafesina de Rugby                           |
| Zona Campeonato 8 equipos | Tucumán             | Unión de Rugby de Tucumán                            |
| Zona Ascenso A 6 equipos  | Alto Valle          | Unión de Rugby del Alto Valle de Río Negro y Neuquén |
| Zona Ascenso A 6 equipos  | Chile               | Federación de Rugby de Chile                         |
| Zona Ascenso A 6 equipos  | Córdoba XV          | Unión Cordobesa de Rugby                             |
| Zona Ascenso A 6 equipos  | Nordeste            | Unión de Rugby del Nordeste                          |
| Zona Ascenso A 6 equipos  | San Juan            | Unión Sanjuanina de Rugby                            |
| Zona Ascenso A 6 equipos  | Sur                 | Unión de Rugby del Sur                               |
| Zona Ascenso B 6 equipos  | Austral             | Unión de Rugby Austral                               |
| Zona Ascenso B 6 equipos  | Entre Ríos          | Unión Entrerriana de Rugby                           |
| Zona Ascenso B 6 equipos  | Jujuy               | Unión Jujeña de Rugby                                |
| Zona Ascenso B 6 equipos  | Misiones            | Unión de Rugby de Misiones                           |
| Zona Ascenso B 6 equipos  | Oeste               | Unión de Rugby del Oeste de Buenos Aires             |
| Zona Ascenso B 6 equipos  | Santiago del Estero | Unión Santiagueña de Rugby                           |
| Zona Desarrollo 4 equipos | Invitación XV       | Unión Cordobesa de Rugby                             |
| Zona Desarrollo 4 equipos | La Rioja            | Unión Riojana de Rugby                               |
| Zona Desarrollo 4 equipos | San Luis            | Unión de Rugby San Luis                              |
| Zona Desarrollo 4 equipos | Tierra del Fuego    | Unión de Rugby de Tierra del Fuego                   |

En cursiva los seleccionados internacionales invitados.
La Unión Jujeña de Rugby había descendido a la Zona Desarrollo en la temporada anterior, pero debido a la ausencia de la Unión de Rugby del Valle del Chubut, disputó la Zona Ascenso B nuevamente en su lugar. Por otro lado, un segundo seleccionado local, Córdoba XV, participó de la Zona Ascenso A debido a la ausencia del seleccionado de Uruguay. Invitación XV fue un tercer combinado cordobés.

## Formato
Los veinticuatro equipos participantes fueron divididos en cuatro categorías: Zona Campeonato, Zona Ascenso A, Zona Ascenso B y Zona Desarrollo.
Zona Campeonato
La Zona Campeonato estuvo compuesta por ocho equipos y se resolvió a través de un formato de eliminación directa a tres rondas para definir al campeón de la temporada. Los equipos eliminados continuaron su campaña disputando encuentros contra otros equipos eliminados para definir sus posiciones finales en el torneo. Los perdedores del partido por el 7° puesto descendieron a la Zona Ascenso A de la siguiente temporada.
Zona Ascenso A y Zona Ascenso B
Las zonas Ascenso A y B estuvieron compuestas por seis equipos cada una. Ambas zonas se resolvieron con un formato similar al sistema de todos contra todos, con cada equipo disputando tres encuentros contra otros equipos de su zona. Los ganadores de cada zona ascendieron a su respectiva zona superior de la siguiente temporada, mientras que los últimos descendieron a la zona inferior.
Zona Desarrollo
La Zona Desarrollo siguió el mismo sistema de ascensos y descensos que las Zona Ascenso A y B, sin embargo, esta estuvo compuesta por cuatro equipos en lugar de seis, lo que permitió llevar a cabo un sistema de todos contra todos a tres rondas.

## Zona Campeonato
|  | Cuartos de final | Cuartos de final | Cuartos de final |              |         | Semifinales   | Semifinales   | Semifinales   |  |      | Final         | Final         | Final         |  |
|  | 26 de octubre    | 26 de octubre    | 26 de octubre    |              |         | 28 de octubre | 28 de octubre | 28 de octubre |  |      | 30 de octubre | 30 de octubre | 30 de octubre |  |
|  |                  |                  |                  |              |         |               |               |               |  |      |               |               |               |  |
|  |                  |                  |                  |              |         |               |               |               |  |      |               |               |               |  |
|  | Tucumán          | Tucumán          | 42               |              |         |               |               |               |  |      |               |               |               |  |
|  | Tucumán          | Tucumán          | 42               |              |         |               |               |               |  |      |               |               |               |  |
|  | Salta            | Salta            | 3                |              |         |               |               |               |  |      |               |               |               |  |
|  | Salta            | Salta            | 3                |              | Tucumán | Tucumán       | 6             |               |  |      |               |               |               |  |
|  |                  |                  |                  |              | Tucumán | Tucumán       | 6             |               |  |      |               |               |               |  |
|  |                  |                  | Cuyo             | Cuyo         | 23      |               |               |               |  |      |               |               |               |  |
|  | Cuyo             | Cuyo             | Cuyo             | Cuyo         | 23      | 46            |               |               |  |      |               |               |               |  |
|  | Cuyo             | Cuyo             |                  |              |         |               |               |               |  |      |               |               |               |  |
|  | Santa Fe         | Santa Fe         | 10               |              |         |               |               |               |  |      |               |               |               |  |
|  | Santa Fe         | Santa Fe         | 10               |              |         |               |               |               |  | Cuyo | Cuyo          | 23            |               |  |
|  |                  |                  |                  |              |         |               |               |               |  | Cuyo | Cuyo          | 23            |               |  |
|  |                  |                  | Buenos Aires     | Buenos Aires | 20      |               |               |               |  |      |               |               |               |  |
|  | Córdoba          | Córdoba          | Buenos Aires     | Buenos Aires | 20      | 29            |               |               |  |      |               |               |               |  |
|  | Córdoba          | Córdoba          |                  |              |         |               |               |               |  |      |               |               |               |  |
|  | Rosario          | Rosario          | 10               |              |         |               |               |               |  |      |               |               |               |  |
|  | Rosario          | Rosario          | 10               |              | Córdoba | Córdoba       | 17            |               |  |      |               |               |               |  |
|  |                  |                  |                  |              | Córdoba | Córdoba       | 17            |               |  |      |               |               |               |  |
|  |                  |                  | Buenos Aires     | Buenos Aires | 31      |               |               |               |  |      |               |               |               |  |
|  | Buenos Aires     | Buenos Aires     | Buenos Aires     | Buenos Aires | 31      | 40            |               |               |  |      |               |               |               |  |
|  | Buenos Aires     | Buenos Aires     |                  |              |         |               |               |               |  |      |               |               |               |  |
|  | Mar del Plata    | Mar del Plata    | 12               |              |         |               |               |               |  |      |               |               |               |  |
|  | Mar del Plata    | Mar del Plata    | 12               |              |         |               |               |               |  |      |               |               |               |  |
|  |                  |                  |                  |              |         |               |               |               |  |      |               |               |               |  |

### Primera fecha
| 26 de octubre | Tucumán | 42 - 3  | Salta |  |  |
|               |         | Reporte |       |  |  |

| 26 de octubre | Cuyo | 46 - 10 | Santa Fe |  |  |
|               |      | Reporte |          |  |  |

| 26 de octubre | Córdoba | 29 - 10 | Rosario |                                        |                                        |
|               |         | Reporte |         | Árbitro(s): Raúl Sauro (Mar del Plata) | Árbitro(s): Raúl Sauro (Mar del Plata) |

| 26 de octubre | Buenos Aires | 40 - 12 | Mar del Plata |                           |                           |
|               |              | Reporte |               | Árbitro(s): Jorge Fiorini | Árbitro(s): Jorge Fiorini |

### Segunda fecha
Partidos 1.°-4.° puesto
| 28 de octubre | Córdoba | 17 - 31 | Buenos Aires |                          |                          |
|               |         | Reporte |              | Árbitro(s): Andrés Ramos | Árbitro(s): Andrés Ramos |

| 28 de octubre | Tucumán | 6 - 23  | Cuyo |  |  |
|               |         | Reporte |      |  |  |

Partidos 5.°-8.° puesto
| 28 de octubre | Rosario | 10 - 17 | Mar del Plata |  |  |
|               |         | Reporte |               |  |  |

| 28 de octubre | Salta | 22 - 13 | Santa Fe |  |  |
|               |       | Reporte |          |  |  |

### Tercera fecha
Final
| 30 de octubre | Buenos Aires | 20 - 23 | Cuyo |                                    |                                    |
|               |              | Reporte |      | Árbitro(s): Mauro Rivero (Rosario) | Árbitro(s): Mauro Rivero (Rosario) |

Partido 3.° puesto
| 30 de octubre | Córdoba | 17 - 27 | Tucumán |                          |                          |
|               |         | Reporte |         | Árbitro(s): Diaz (Salta) | Árbitro(s): Diaz (Salta) |

Partido 5.° puesto
| 30 de octubre | Mar del Plata | 20 - 21 | Salta |  |  |
|               |               | Reporte |       |  |  |

Partido 7.° puesto
| 30 de octubre | Rosario | 27 - 6  | Santa Fe |  |  |
|               |         | Reporte |          |  |  |

| Bandera de la Provincia de Mendoza |
| Cuyo Campeón                       |

## Zona Ascenso A
| Pos. | Equipos    | Partidos | Partidos | Partidos | Tantos | Tantos | Tantos | Pts. |
| Pos. | Equipos    | G        | E        | P        | PF     | PC     | DP     | Pts. |
| ---- | ---------- | -------- | -------- | -------- | ------ | ------ | ------ | ---- |
| 1.°  | San Juan   | 3        | 0        | 0        | 68     | 34     | +34    | 6    |
| 2.°  | Alto Valle | 2        | 0        | 1        | 67     | 45     | +22    | 4    |
| 3.°  | Chile      | 2        | 0        | 1        | 67     | 60     | +7     | 4    |
| 4.°  | Nordeste   | 2        | 0        | 1        | 66     | 64     | +2     | 4    |
| 5.°  | Córdoba XV | 0        | 0        | 3        | 49     | 76     | -27    | 0    |
| 6.°  | Sur        | 0        | 0        | 3        | 42     | 80     | -38    | 0    |

|  | Asciende a Zona Campeonato 2006 |
|  | Desciende a Zona Ascenso B 2006 |

Primera fecha
| 26 de octubre | Córdoba XV | 10 - 23 | San Juan |  |  |
|               |            | Reporte |          |  |  |

| 26 de octubre | Nordeste | 33 - 15 | Sur |  |  |
|               |          | Reporte |     |  |  |

| 26 de octubre | Alto Valle | 30 - 25 | Chile |  |  |
|               |            | Reporte |       |  |  |

Segunda fecha
| 28 de octubre | Córdoba XV | 10 - 20 | Chile |  |  |
|               |            | Reporte |       |  |  |

| 28 de octubre | Alto Valle | 20 - 0  | Nordeste |  |  |
|               |            | Reporte |          |  |  |

| 28 de octubre | Sur | 7 - 25  | San Juan |  |  |
|               |     | Reporte |          |  |  |

Tercera fecha
| 30 de octubre | Córdoba XV | 29 - 33 | Nordeste |  |  |
|               |            | Reporte |          |  |  |

| 30 de octubre | Sur | 20 - 22 | Chile |  |  |
|               |     | Reporte |       |  |  |

| 30 de octubre | San Juan | 20 - 17 | Alto Valle |  |  |
|               |          | Reporte |            |  |  |

| Bandera de la Provincia de San Juan |
| San Juan Campeón Zona Ascenso A     |

## Zona Ascenso B
| Pos. | Equipos         | Partidos | Partidos | Partidos | Tantos | Tantos | Tantos | Pts. |
| Pos. | Equipos         | G        | E        | P        | PF     | PC     | DP     | Pts. |
| ---- | --------------- | -------- | -------- | -------- | ------ | ------ | ------ | ---- |
| 1.°  | Entre Ríos      | 3        | 0        | 0        | 119    | 28     | +91    | 6    |
| 2.°  | Sgo. del Estero | 2        | 0        | 1        | 89     | 47     | +42    | 4    |
| 3.°  | Misiones        | 2        | 0        | 1        | 100    | 47     | +53    | 4    |
| 4.°  | Jujuy           | 1        | 0        | 2        | 32     | 122    | -90    | 2    |
| 5.°  | Oeste           | 0        | 0        | 3        | 39     | 81     | -42    | 0    |
| 6.°  | Austral         | 0        | 0        | 3        | 31     | 85     | -54    | 0    |

|  | Asciende a Zona Ascenso A 2006   |
|  | Desciende a Zona Desarrollo 2006 |

Primera fecha
| 26 de octubre | Santiago del Estero | 27 - 24 | Misiones |  |  |
|               |                     | Reporte |          |  |  |

| 26 de octubre | Jujuy | 24 - 21 | Austral |  |  |
|               |       | Reporte |         |  |  |

| 26 de octubre | Entre Ríos | 47 - 10 | Oeste |  |  |
|               |            | Reporte |       |  |  |

Segunda fecha
| 28 de octubre | Santiago del Estero | 44 - 0  | Austral |  |  |
|               |                     | Reporte |         |  |  |

| 28 de octubre | Oeste | 12 - 24 | Misiones |  |  |
|               |       | Reporte |          |  |  |

| 28 de octubre | Entre Ríos | 49 - 0  | Jujuy |  |  |
|               |            | Reporte |       |  |  |

Tercera fecha
| 30 de octubre | Misiones | 52 - 8  | Jujuy |  |  |
|               |          | Reporte |       |  |  |

| 30 de octubre | Santiago del Estero | 18 - 23 | Entre Ríos |  |  |
|               |                     | Reporte |            |  |  |

| 30 de octubre | Oeste | 17 - 10 | Austral |  |  |
|               |       | Reporte |         |  |  |

| Bandera de la Provincia de Entre Ríos |
| Entre Ríos Campeón Zona Ascenso B     |

## Zona Desarrollo
| Pos. | Equipos          | Partidos | Partidos | Partidos | Tantos | Tantos | Tantos | Pts. |
| Pos. | Equipos          | G        | E        | P        | PF     | PC     | DP     | Pts. |
| ---- | ---------------- | -------- | -------- | -------- | ------ | ------ | ------ | ---- |
| 1.°  | Invitación XV    | 3        | 0        | 0        | 263    | 21     | +242   | 6    |
| 2.°  | Tierra del Fuego | 2        | 0        | 1        | 97     | 25     | +72    | 4    |
| 3.°  | La Rioja         | 1        | 0        | 2        | 45     | 138    | -93    | 2    |
| 4.°  | San Luis         | 0        | 0        | 3        | 10     | 231    | -221   | 0    |

|  | Campeón Zona Desarrollo        |
|  | Asciende a Zona Ascenso B 2006 |

Primera fecha
| 26 de octubre | La Rioja | 5 - 30  | Tierra del Fuego |  |  |
|               |          | Reporte |                  |  |  |

| 26 de octubre | Invitación XV | 145 - 0 | San Luis |  |  |
|               |               | Reporte |          |  |  |

Segunda fecha
| 28 de octubre | La Rioja | 33 - 7  | San Luis |  |  |
|               |          | Reporte |          |  |  |

| 28 de octubre | Tierra del Fuego | 14 - 17 | Invitación XV |  |  |
|               |                  | Reporte |               |  |  |

Tercera fecha
| 30 de octubre | Tierra del Fuego | 53 - 3  | San Luis |  |  |
|               |                  | Reporte |          |  |  |

| 30 de octubre | La Rioja | 7 - 101 | Invitación XV |  |  |
|               |          | Reporte |               |  |  |

| Bandera de la Provincia de Córdoba    |
| Invitación XV Campeón Zona Desarrollo |